# Vabbinfaru
Vabbinfaru est une petite île inhabitée des Maldives. Elle constitue une des îles-hôtel des Maldives en accueillant le Banyan Tree Vabbinfaru depuis 1977. Vabbinfaru signifie « île au sol rond ».

## Géographie
Vabbinfaru est située dans le centre des Maldives, dans le Sud-Ouest de l'atoll Malé Nord, dans la subdivision de Kaafu. Elle se situe à environ 11 km de la capitale Malé.